# Diprotó
Un diprotó és un hipotètic nucli atòmic d'heli (He-2), format per dos protons i sense neutrons. La interacció nuclear entre els protons té un efecte atractiu, però al mateix temps també hi ha una repulsió electroestàtica. La combinació de les dues interaccions fa que el diprotó no formi un estat lligat i, per tant, no sigui estable.
Si la força de la interacció forta fos només un 2% més forta, el diprotó seria estable. De vegades, aquest fet es coneix com a "desastre del diprotó" car la vida a l'univers no seria possibleː La fusió nuclear dins dels estels seria provocada per la interacció forta en lloc de la interacció nuclear feble i es produiria unes 1018 vegades més ràpidament. Les estrelles realitzarien la fusió nuclear tan ràpidament que la vida tal com la coneixem no es podria desenvolupar, segons Freeman Dyson.
El fet que el diprotó no estigui lligat es pot explicar pel principi de Pauli juntament amb el fet que la interacció forta és més forta entre nucleons amb spins (S) paral·lels que antiparal·lels. Aquesta és també la raó per la qual el deuteró només existeix en un estat triplet (S = 1). Atès que els protons de l'hipotètic diprotó són fermions idèntics, estan subjectes al principi de Pauli, és a dir no poden tenir els mateixos nombres quàntics. Els spins han d’estar alineats antiparal·lels (estat singlet). Tot i això, com que la força nuclear és més forta quan els nucleons tenen spins paral·lels, l'estat diprotó no està lligat. La mateixa consideració s'aplica al dineutró.
Els diprotons varen ser observats el 2002 com a estats de vida curta en l'emissió radioactiva de dos protons de l'isòtop Fe-45.